# Luis Maho
Luis José Maho Sicacha – prawnik i polityk z Gwinei Równikowej.
Urodził się w Riabie, należał do grupy etnicznej Bubi. Studiował prawo w Barcelonie. Po powrocie do Gwinei zaangażował się w działalność ruchu niepodległościowego, związany był z szeregiem partii politycznych postulujących uniezależnienie się od Hiszpanii. Przez pewien czas przebywał na uchodźstwie w Gabonie i Kamerunie.
Jako przedstawiciel Movimiento de Unión Nacional de Guinea Ecuatorial (MUNGE) wszedł do autonomicznego rządu Gwinei Hiszpańskiej kierowanego przez Bonifacio Ondó Edu (1964). Odpowiadał w nim za informację i turystykę. Był jedynym członkiem gabinetu z wykształceniem wyższym. W czerwcu 1964 uczestniczył w spotkaniu z Francisco Franco.
Podczas prac konferencji konstytucyjnej Gwinei Równikowej (1967-1968) opowiadał się za rozdzieleniem Fernando Poo i Rio Muni.
Związał się następnie z Union Bubi (UB), krótko po ogłoszeniu niepodległości został mianowany prezesem Sądu Najwyższego. W kolejnych latach popadł w niełaskę, na polecenie prezydenta Macíasa Nguemy zdymisjonowany i uwięziony. Po zamachu stanu z sierpnia 1979 był sprawozdawcą w procesie Macíasa Nguemy. Za rządów Nguemy Mbasogo na krótko (do 1982) przywrócony do pracy w sądownictwie.
Jego data śmierci jest nieznana, jak również przyczyna i okoliczności zgonu. Wedle gwinejskich źródeł rządowych zmarł na skutek choroby, gwinejska opozycja natomiast twierdzi, że został zamordowany.